# Wentworth Falls
Die Wentworth Falls sind ein Wasserfall im Ortsgebiet der Küstenstadt Whangamatā in der Region Waikato auf der Nordinsel Neuseelands. In der Coromandel Range liegt er im Lauf des Wentworth River, der nach einigen Kilometern in nordöstlicher Fließrichtung im Ortszentrum ins Meer mündet. Seine Fallhöhe über mehrere Stufen beträgt rund 50 Meter.
Vom New Zealand State Highway 25 zweigt südlich des Ortszentrums von Whangamatā die Wentworth Valley Road nach Westen ab. Diese leitet nach 5 km auf einen Wanderparkplatz. Von hier aus führt ein 2½-stündiger Retourwanderweg zum Wasserfall.